# Sture Sivertsen
Sture Sivertsen (Levanger, 16 april 1966) is een Noors langlaufer. 

## Carrière
Sivertsen werd in 1993 wereldkampioen op de 10 kilometer en de estafette. Sivertsen behaalde tijdens de Olympische Winterspelen 1994 in eigen land de bronzen medaille op de 50 kilometer en strandde in de estafette op 0,4 seconde van de gouden medaille en moest genoegen nemen met de zilveren medaille. Tijdens de wereldkampioenschappen van 1995 en 1997 won Sivertsen met de Noorse ploeg de wereldtitel op de estafette. Sivertsen won tijdens de Olympische Winterspelen 1998 met de Noorse ploeg de gouden medaille op de estafette.

## Resultaten

### Olympische Winterspelen
| Jaar | Plaats      | Resultaten                                                                     |
| ---- | ----------- | ------------------------------------------------------------------------------ |
| 1994 | Lillehammer | 5e 10 km klassiek · 50 km klassiek · 7e achtervolging · 4x10 km estafette      |
| 1998 | Nagano      | 9e 10 km klassiek · 15e 30 km klassiek · 27e achtervolging · 4x10 km estafette |

### Wereldkampioenschappen langlaufen
| Jaar | Plaats        | Resultaten                                                                    |
| ---- | ------------- | ----------------------------------------------------------------------------- |
| 1991 | Val di Fiemme | 7e 30 km klassiek                                                             |
| 1993 | Falun         | 10 km klassiek · 14e achtervolging · 4x10 km estafette                        |
| 1995 | Thunder Bay   | 9e 10 km klassiek · 18e 30 km klassiek · 4x10 km estafette                    |
| 1997 | Trondheim     | 5e 10 km klassiek · 5e 50 km klassiek · 16e achtervolging · 4x10 km estafette |